# Meine Ehre heißt Treue

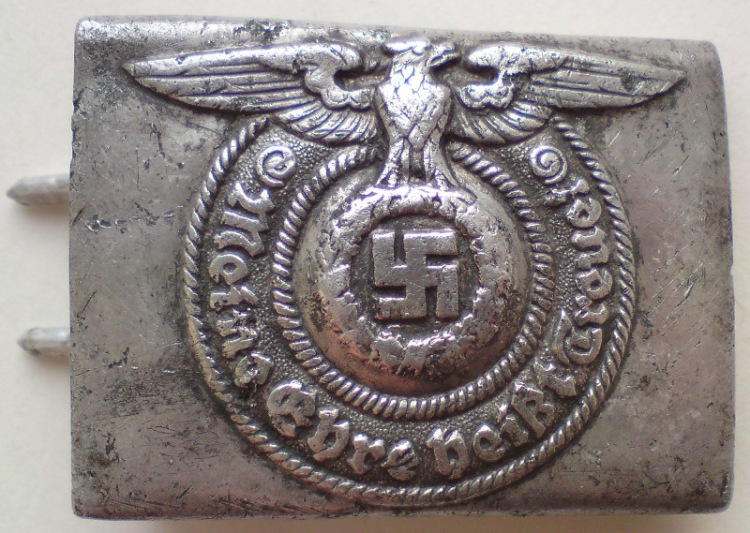
Sprzączka pasa SS zawierająca motto

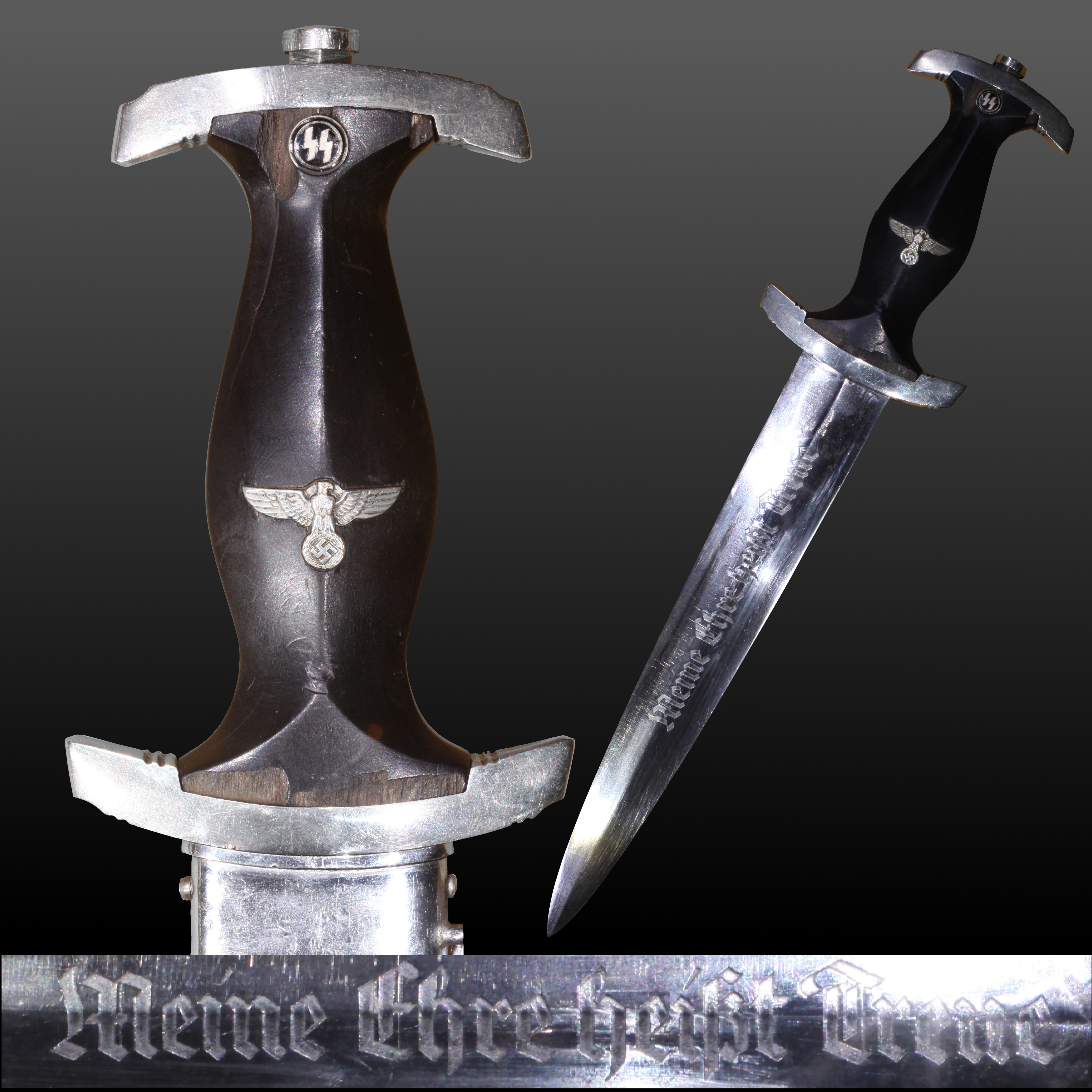
Sztylet SS z mottem Meine Ehre heißt Treue

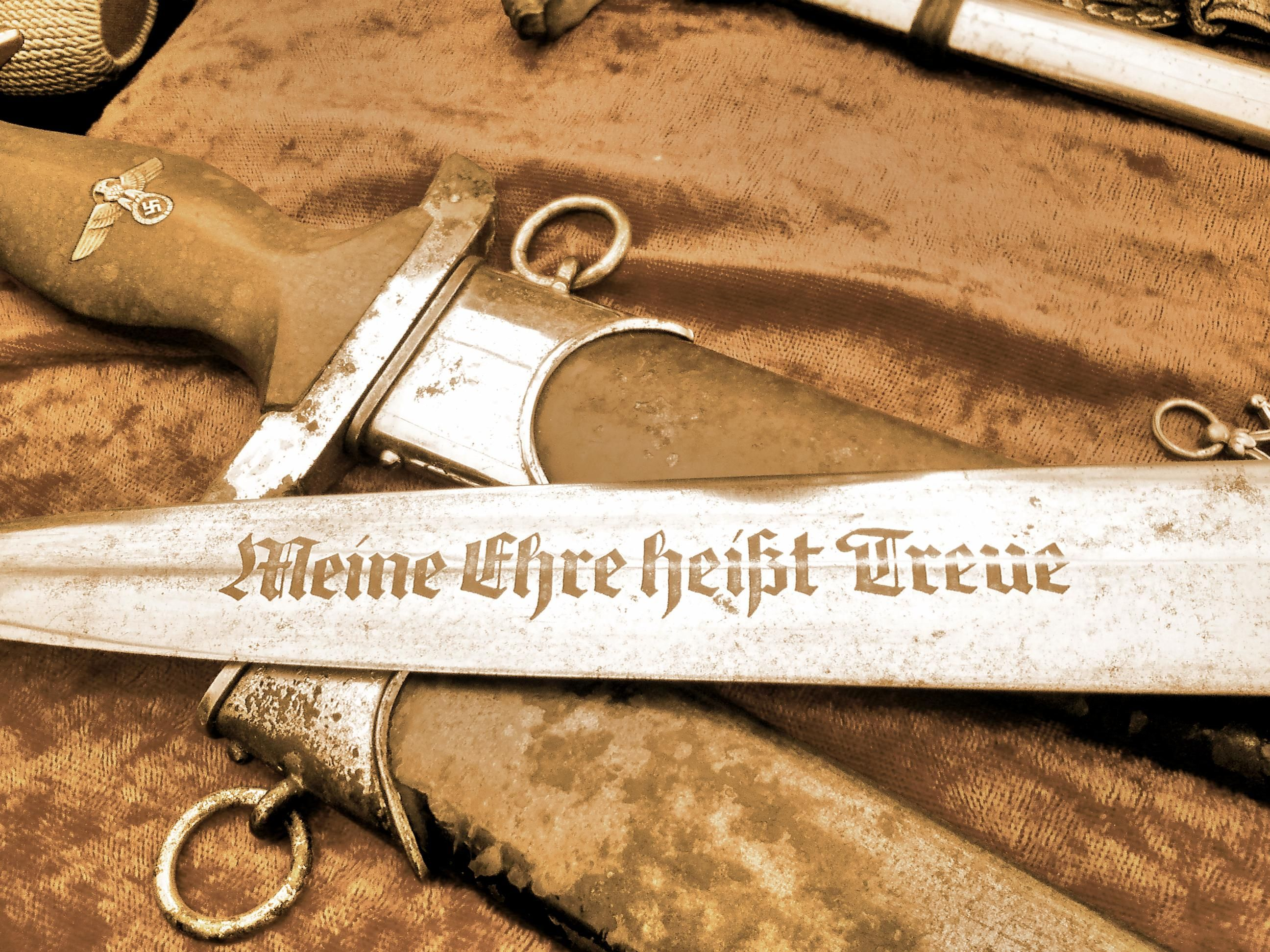
Kordzik SS z mottem Meine Ehre heißt Treue

Meine Ehre heißt Treue (pol. Moim honorem jest wierność) – motto nazistowskiej formacji SS.

## Pochodzenie
W narodowosocjalistycznym kontekście fraza Meine Ehre heißt Treue odnosi się do wypowiedzi Adolfa Hitlera, która powstała po rewolcie Stennesa. Na początku kwietnia 1931 roku część członków SA pod przywództwem Waltera Stennesa próbowało usunąć ze stanowiska szefa NSDAP w Berlinie. Joseph Goebbels uciekł wraz ze swym sztabem. Garstka SS-manów pod dowództwem Kurta Daluegea została zabita przy próbie odparcia SA. Po tym zdarzeniu Hitler napisał list z gratulacjami do Daluegea stwierdzając SS-Mann, deine Ehre heißt Treue! (Członkowie SS, waszym honorem jest wierność!). Krótko potem, szef SS, Heinrich Himmler zmodyfikował to zdanie i uczynił z niego oficjalne motto organizacji.

## Interpretacja
Hasło nawiązywało do takich cnót jak: „honor”, „wierność”, „braterstwo” i „posłuszeństwo”. Słowa te były często używane w retoryce SS. Słowo „wierność”, używane oddzielnie, odnosiło się do Hitlera, tak jak w przysiędze lojalności składanej przez członków SS:

Przysięgam ci, Adolfie Hitlerze, wierność i odwagę. Przysięgam ci i wyznaczonym przez ciebie przełożonym posłuszeństwo aż do śmierci (…) .

„Wierność” miała być tu rozumiana jako ślepe i absolutne posłuszeństwo wobec Adolfa Hitlera.
Identyfikacja „wierności” z „honorem” spowodowała, że można było stracić honor przez odmówienie wykonania rozkazu. Odtąd, „honor” zatracił swoje tradycyjne znaczenie: za honorowe zaczęto uważać ślepe wykonywanie rozkazów oraz bezwarunkowe posłuszeństwo nawet gdy rozkazy miały zbrodniczy charakter. W etosie SS, dyshonorem było odmówienie wykonania rozkazu wydanego przez lidera. Ta nazyfikacja słownictwa miała na celu wykształcenie bezwarunkowego posłuszeństwa, którego prawo nie mogłoby stworzyć poprzez swoje przepisy, ponieważ zobowiązanie musiało odwoływać się do tradycyjnych ideałów rycerskiej cnoty.

## Użycie
Od 1932 roku, motto było grawerowane na sprzączce pasa SS.
Od 1947 roku użycie tego motta lub jego różnych wariantów zostało zakazane w wielu krajach, szczególnie w Niemczech i Austrii.
Motto zostało użyte w domniemanym e-mailu Michała Dworczyka z 27 września 2020, który ujawniono w trakcie tzw. afery mailowej.